# Серне (кантон)
Серне́ (фр. Cernay) — кантон у Франції, в департаменті Верхній Рейн регіону Ельзас.

## Склад кантону
Кантон включає в себе 11 муніципалітетів:
| Муніципалітет   | Площа | Населення, осіб | Рік  |
| --------------- | ----- | --------------- | ---- |
| Аспак-ле-Ба     | 8,01  | 1250            | 2006 |
| Бернвіллер      | 7,60  | 621             | 2007 |
| Бюрно-ле-Ба     | 11,77 | 1411            | 2006 |
| Бюрно-ле-О      | 12,49 | 1599            | 2006 |
| Ваттвіллер      | 13,61 | 1721            | 2007 |
| Віттельсайм     | 23,63 | 10708           | 2006 |
| Серне           | 18,04 | 11366           | 2010 |
| Стаффельфельден | 7,42  | 3600            | 2007 |
| Стенбак         | 6,09  | 1301            | 2007 |
| Швегуз-Танн     | 10,78 | 723             | 2007 |
| Юффольц         | 11,91 | 1600            | 2010 |

## Консули кантону
| Період    | Консул          | Посада                   |
| --------- | --------------- | ------------------------ |
| 1988—1993 | Gilbert Michel  | Мер муніципалітету Серне |
| 1993—2008 | Charles Wilhelm |                          |
| 2008—2014 | Pierre Vogt     |                          |

| Франція | Це незавершена стаття з географії Франції. Ви можете допомогти проєкту, виправивши або дописавши її. |